# Associazione Calcio Cesena 1945-1946
Questa voce raccoglie le informazioni riguardanti l'Associazione Calcio Cesena nelle competizioni ufficiali della stagione 1945-1946.

## Rosa
| N. |                   | Ruolo | Calciatore     |
| -- | ----------------- | ----- | -------------- |
|    | Italia (bandiera) | A     | Giulio Becagli |
|    | Italia (bandiera) | D     | Adler Bonci    |
|    | Italia (bandiera) | C     | Iro Bonci      |
|    | Italia (bandiera) | D     | Mario Casali   |
|    | Italia (bandiera) | D     | Walter Casini  |
|    | Italia (bandiera) | A     | Guido Corbelli |
|    | Italia (bandiera) | D     | Renzo Chiodi   |
|    | Italia (bandiera) | C     | M. Lambertini  |

| N. |                      | Ruolo | Calciatore         |
| -- | -------------------- | ----- | ------------------ |
|    | Italia (bandiera)    | D     | Renato Lucchi      |
|    | Italia (bandiera)    | A     | Giuseppe Margarita |
|    | Italia (bandiera)    | A     | Giuseppe Matassoni |
|    | Argentina (bandiera) | A     | Raúl Mezzadra      |
|    | Italia (bandiera)    | P     | Carlo Rognoni      |
|    | Italia (bandiera)    | A     | Zanelli            |
|    | Italia (bandiera)    | A     | Alberto Baruzzi    |